# Rue Dangeau
Rue Dangeau är en gata i Quartier d'Auteuil i Paris sextonde arrondissement. Gatan är uppkallad efter den franske militären och författaren Philippe de Courcillon de Dangeau (1639–1720). Rue Dangeau börjar vid Avenue Mozart 79 och slutar vid Rue Ribera 42.

## Omgivningar
- Notre-Dame-d'Auteuil
- Sainte-Bernadette
- Chapelle Sainte-Thérèse
- Notre-Dame-de-Grâce de Passy
- Avenue Mozart
- Villa Mozart
- Square Mozart

## Bilder
| - Gatuskylt. - Notre-Dame-d'Auteuil. - Chapelle Sainte-Thérèse. |

## Kommunikationer
- Tunnelbana – linje  – Jasmin
- Tunnelbana – linje  – Ranelagh
- Busshållplats Jasmin – Paris bussnät
- Busshållplats Rodin – Paris bussnät

### Webbkällor
- ”Rue Dangeau”. Mairie de Paris. https://web.archive.org/web/20160303185032/http://www.v2asp.paris.fr/commun/v2asp/v2/nomenclature_voies/Voieactu/2535.nom.htm. Läst 4 januari 2024.
- ”Rue Dangeau (16ème arrondissement)”. Les rues de Paris. https://web.archive.org/web/20160406120510/http://www.parisrues.com/rues16/paris-16-rue-dangeau.html. Läst 4 januari 2024.